# 佐田岬半島
佐田岬半島（日语：／ Sadamisaki hantō */?）為四國最西端，愛媛縣伊方町的半島。為日本最細長的半島。過去曾有銅礦。也是賞山櫻的名所。目前在該地建設有風力發電的風車。
33°26′N 132°13′E / 33.433°N 132.217°E